# 影岛区

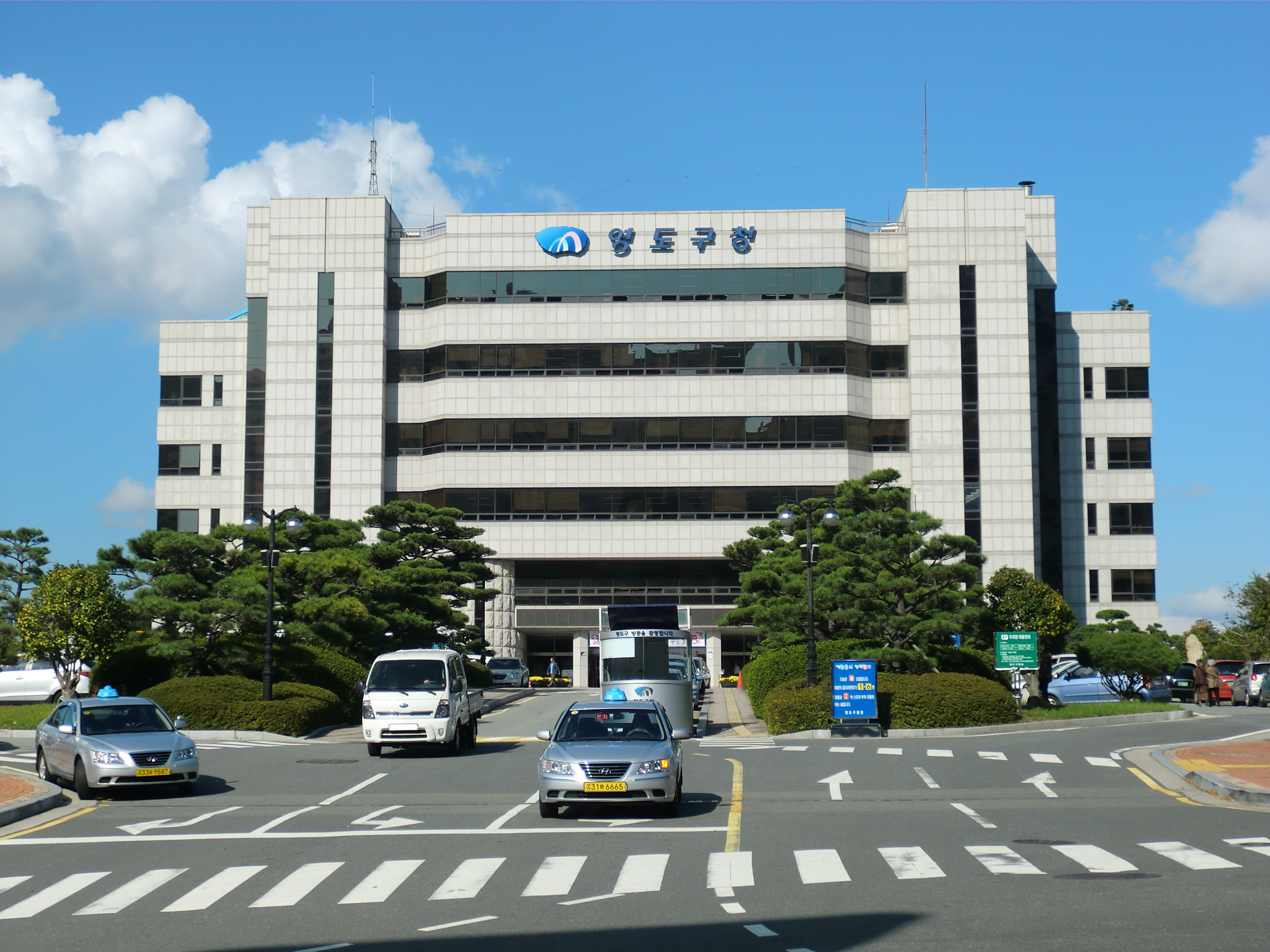
影島區廳

影島區（：／ Yeongdo gu */?）是韩国釜山广域市的一个区。总面积13.98 km2，总人口162,961(2006)。国立韩国海洋大学位于该区。

## 象征
区花 : 山茶花
区树 : 海松
区鸟 : 海鸥

## 行政区划

行政區劃圖

影岛区分为11个行政洞（21个法定洞），分别为：
洞（行政洞）
- 南港洞（남항동）
- 瀛仙洞（영선동） 1-2洞
- 新仙洞（신선동）
- 蓬莱洞（봉래동） 1-2洞
- 青鶴洞（청학동） 1-2洞
- 東三洞（동삼동） 1-3洞

## 姐妹城市
韩国国内
- 长兴郡（全羅南道）
- 居昌郡（慶尚南道）

韓国国外
- 对马市（日本・长崎县）
- 上海市卢湾区（中華人民共和国）